# 영 조크
재시얼 로빈슨(Jasiel Robinson, 1983년 4월 2일 ~ )은 영 조크(Yung Joc)라는 예명으로 잘 알려진 미국의 래퍼이다.